# Syndrome rotulien
 Mise en garde médicale

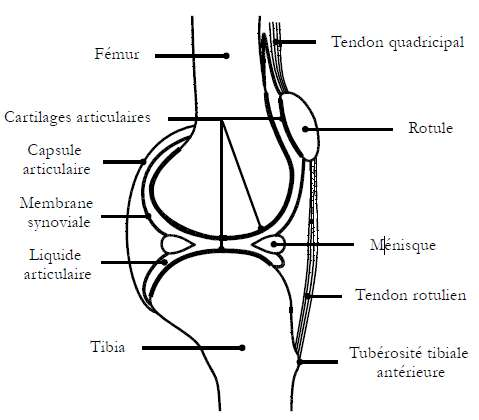
Anatomie partielle du genou (vue de profil).

Le syndrome rotulien (ou syndrome fémoro-patellaire) est une pathologie du genou correspondant à un rhumatisme. Plus précisément, le syndrome rotulien est l'ensemble des signes cliniques et des symptômes liés à la souffrance de la rotule dans son articulation avec le fémur.

## L'articulation fémoro-patellaire
Dans l'évolution morphologique de l'espèce humaine, la rotule et le genou sont relativement récents, fruits du passage à la station bipède de l'Homme. Ils sont vraisemblablement encore non stabilisés. L’articulation fémoro-patellaire est la principale responsable de l’adaptation de l’ensemble des membres inférieurs à la marche, à la course et aux sauts, et joue le rôle majeur dans le contrôle de la flexion-extension. Sa situation et ses fonctions la soumettent à des contraintes considérables qui la fragilisent et la rendent souvent douloureuse.
Pour que l'articulation de la rotule avec le fémur soit efficace, chaque élément participant à ce mécanisme doit fonctionner correctement. Par exemple, la rotule doit être bien positionnée par rapport au fémur pour qu'elle puisse adéquatement se déplacer. S'il existe un dysfonctionnement, des conflits ou des déséquilibres peuvent apparaître, et prédisposer un sujet à une souffrance du genou qui se traduit principalement par de la douleur.

## Sémiologie du syndrome rotulien[1]

### Circonstances d’apparition des symptômes
Le syndrome rotulien post-traumatique survient à la suite d'un choc direct sur la partie antérieure de la rotule.

### Signes fonctionnels
- Douleurs essentiellement à la fatigue mais surtout pour la position assise prolongée, parfois pour la position debout prolongée et pour la montée et la descente des escaliers.
- Très souvent des pseudo-blocages
- Impotence souvent majeure (activités sportives)

### Signes physiques
- Douleur à la percussion de la rotule,
- Signe de Zohlen,
- ± Signe du rabot,
- Douleur à la palpation des facettes rotuliennes,
- Le plus souvent sans instabilité vraie, avec un centrage fémoropatellaire souvent correct (on parle parfois d’instabilité subjective),
- Parfois instabilité vraie avec subluxation rotulienne (un signe de Smilie positif signifie une appréhension) voire luxation vraie (on parle alors d’instabilité objective),
- Parfois amyotrophie (le plus souvent unilatérale) du muscle vaste médial.

## Conséquences, place dans la société et pronostic
Dans le cas du syndrome rotulien, très souvent ce sont les deux genoux qui sont touchés, avec prédominance d'un côté. Mais un seul genou peut être touché, voire l'un et l'autre alternativement.

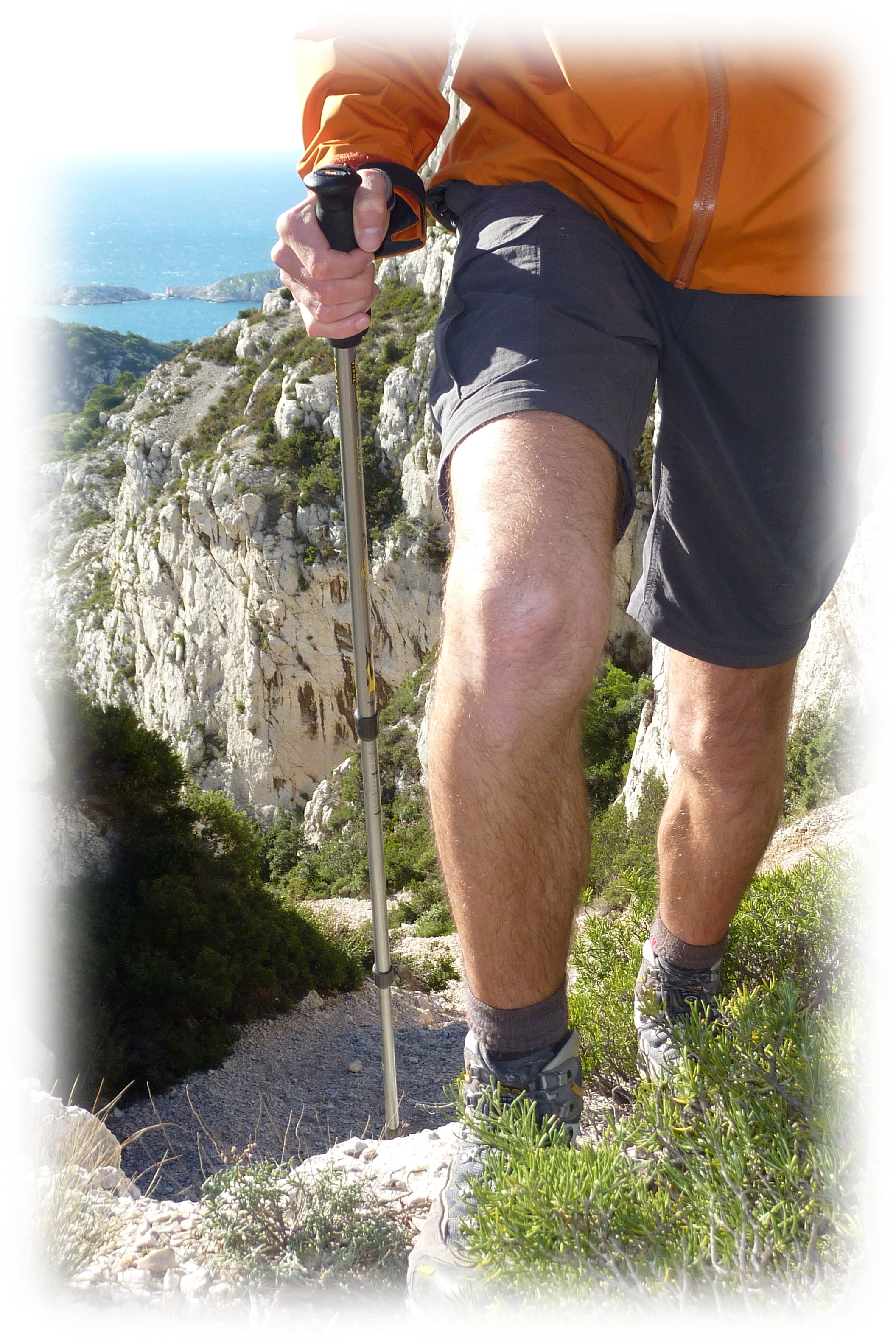
Les sportifs sont les principales victimes du syndrome rotulien. Au premier rang, les pratiquants de randonnée en montagne.

Plusieurs facteurs peuvent intervenir, avec des conséquences variées, des traitements divers aux effets variables et pas toujours concordants. Selon les cas, les symptômes varient par leur gravité et leur évolution. La douleur peut être modérée ou temporairement très vive.
Les conséquences occasionnées peuvent se révéler très handicapantes. Très souvent, les symptômes ont des retentissements sur certaines activités de la vie quotidienne, professionnelles, et surtout sur les activités sportives. Dans les cas extrêmes où la douleur est vive et chronique, le syndrome rotulien peut considérablement handicaper la vie quotidienne, aboutir à une perte d'autonomie, à une perte d'emploi, à une détérioration des relations sociales et familiales et à une dégradation de la santé psychologique.
Cette pathologie est très courante. Il est estimé que près d'un quart de la population est touchée par des problèmes de genoux. Dans cet effectif on compte environ 80 % de victimes du syndrome rotulien. Ce sont principalement les sportifs (coureurs, marcheurs, cyclistes…), qui sont concernés par ce syndrome pour un quart d'entre eux au moins une fois dans leur vie. Mais plus généralement, toute personne peut être victime d'un syndrome rotulien.
Le pronostic du syndrome rotulien est de manière générale très positif, mais ne pourra toutefois se faire sans l'aide de praticiens expérimentés et le suivi d'un traitement personnalisé. Ce traitement demande beaucoup d'investissement de la part du sujet. C'est un travail long qui doit être progressif, quotidien et prolongé sur plusieurs mois. Généralement les symptômes diminuent jusqu'à disparaître complètement, mais la guérison est souvent très longue.

## Prévention
Pour les pratiquants d'alpinisme, course ou randonnée en montagne, particulièrement ceux effectuant souvent de forts dénivelés (et encore plus ceux portant de lourdes charges ou étant obèses), l'utilisation de bâton de randonnée à la descente (de préférence 2) évite ou retarde considérablement l'apparition du syndrome rotulien. Effectivement, les contraintes sont reportées en grande partie sur les bâtons, ce qui soulage considérablement les genoux. Le piolet, trop court, s'il assure la sécurité contre les chutes dans les pentes très raides et glissantes (hors sentier, neige, glace...), n'est par contre d'aucun secours pour la protection des genoux.
Pour les utilisateurs de vélo ou de pédalo réguliers, on choisira un véhicule ou pratiquera un réglage en correspondance avec la taille de l'utilisateur. Lors d'un cycle de rotation du pédalier, la jambe doit pouvoir être juste entièrement tendue à chaque tour. C'est malheureusement rarement possible pour les pédalos qui sont en général de taille unique et de plus non réglables.

## Traitement

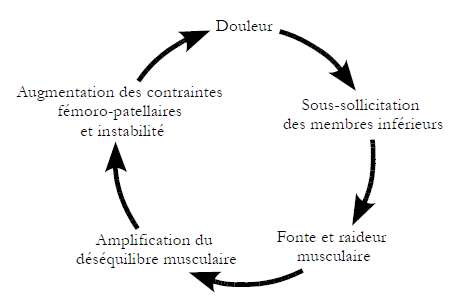
Cercle vicieux d'aggravation du syndrome rotulien

Le traitement du syndrome rotulien est généralement conservateur et a pour but de corriger l'alignement de la rotule au sein de sa gouttière fémorale. Dans les cas de douleur aiguë, le repos partiel peut être combiné avec un anti-inflammatoire non stéroidien ou avec de la glace afin de diminuer la douleur causée par la pathologie.
Lorsque la douleur est bien contrôlée, des exercices de renforcement, notamment au niveau du quadriceps et des muscles fessiers, sont recommandés, sous supervision d'un professionnel de la santé. Le renforcement de la hanche est faite prioritairement en abduction, en rotation externe, puis en flexion et en extension. Le renforcement du quadriceps peut être fait en chaîne ouverte (sans poids sur la jambe) et en chaîne fermée (avec mise en charge).
Le taping rotulien peut soulager les symptômes lors de l'activité,. Certaines orthèses rotuliennes sont censées remplir la même fonction, bien qu'il manque de données appuyant leur efficacité. Des orthèses pour les pieds peuvent aussi aider à corriger les problèmes biomécaniques prédisposant au syndrome rotulien chez certains patients.
À la suite de la résolution du syndrome, des exercices de maintien peuvent être nécessaires pour prévenir une rechute.
La chirurgie n'est généralement pas indiquée pour le syndrome fémoro-patellaire et est réservée en dernier recours s'il y a absence d'évolution après plus de deux ans.